# Jasir Asani
Jasir Asani (Skopie, 19 de mayo de 1995) es un futbolista macedonio, nacionalizado albanés, que juega en la demarcación de extremo para el Esteghlal F. C. de la Iran Pro League.

## Selección nacional
Tras jugar en varias categorías inferiores de la selección, finalmente hizo su debut con la selección de fútbol de Albania en un partido de clasificación para la Eurocopa 2024 contra Polonia que finalizó con un resultado de 1-0 tras el gol de Karol Świderski.

### Participaciones en Eurocopas
| Copa          | Sede     | Resultado    | Partidos | Goles |
| ------------- | -------- | ------------ | -------- | ----- |
| Eurocopa 2024 | Alemania | Primera fase | 3        | 0     |

## Clubes
| Club                 | País                | Año       | Partidos | Goles |
| -------------------- | ------------------- | --------- | -------- | ----- |
| FK Vardar            | Macedonia del Norte | 2013-2017 | 73       | 19    |
| KF Shkupi (cedido)   | Macedonia del Norte | 2017      | 16       | 3     |
| FK Pobeda            | Macedonia del Norte | 2017      | 2        | 0     |
| FK Partizani B       | Albania             | 2017      | 5        | 3     |
| Partizán de Tirana   | Albania             | 2017-2020 | 91       | 18    |
| AIK Fotboll (cedido) | Suecia              | 2020      | 7        | 2     |
| Partizán de Tirana   | Albania             | 2020-2021 | 32       | 10    |
| Kisvárda FC          | Hungría             | 2021-2023 | 52       | 10    |
| Gwangju F. C.        | Corea del Sur       | 2023-2025 | 81       | 27    |
| Esteghlal F. C.      | Irán                | 2025-     |          |       |